# ヒエロニュモス
ヒエロニュモス（古代ギリシア語: Ιερώνυμος ο Καρδιανός, 紀元前360年? - 紀元前255年?）は、古代ギリシア都市のひとつであるカルディアの人物。歴史家。
最初はアレクサンドロス大王の後継者（ディアドコイ）のひとりであるエウメネスに仕え、アンティゴノス1世への使者役などを務めた。エウメネスとは元々親友もしくは縁戚であったと言われるが、詳細は不明である。
エウメネスの死後はアンティゴノス1世、デメトリオス1世、アンティゴノス2世（アンティゴノス朝）に仕えた。
ディアドコイ戦争の唯一の同時代史である『後継者史』を著したとされる。原著は既に散逸し、その内容は直接は現在には伝わっていないが、歴史家シケリアのディオドロスの『歴史叢書』の著述に内容が引用される形で伝わっている。アンティゴノス1世をディアドコイ戦争の最強者、エウメネスを最強者アンティゴノスに対する唯一の対抗者とする、現在まで続くディアドコイ戦争の人物評には、その両者に仕えたヒエロニュモスの著述の影響が大きいと言われる。